# تانيا بيلي
تانيا بيلي (بالإنجليزية: Tanya Bailey)‏ هي دراجة أسترالية، ولدت في 15 مارس 1981 في Dampier, Western Australia ‏ في أستراليا.

## وصلات خارجية
- تانيا بيلي على موقع نتائج كأس العالم لسباقات دراجات (بي.أم.إكس) (الإنجليزية)
- تانيا بيلي على موقع اللجنة الأولمبية الدولية (الإنجليزية)
- تانيا بيلي على موقع أوليمبيديا (الإنجليزية)
- تانيا بيلي على موقع اللجنة الأولمبية الأسترالية (الإنجليزية)